# Писмо до Америка
„Писмо до Америка“ е игрален филм  (драма) от 2001 година, копродукция на България, Унгария, Холандия и Германия по сценарий и режисура на Иглика Трифонова. Оператор е Рали Ралчев. Музиката във филма е композирана от Милчо Левиев.

## Сюжет
Иван и Камен са приятели. Камен е емигрирал в Америка, а Иван живее заедно с Нина, която му е била приятелка. Вместо писма Камен изпраща на приятеля си камера с видеозаписи, в които разказва за ежедневието си. Случва се обаче така, че катастрофира тежко и изпада в кома. Иван научава за това в България и решава на всяка цена да го върне към живота. От посолството на САЩ получава отказ да замине веднага. Как да помогнеш ако не можеш да идеш при него? Според древна легенда в родното село на Камен – едно забравено от Бога и света място, има песен, която възкресява. И Иван тръгва да намери тази песен, да му я запише и изпрати на видеокасета. Среща се с толкова много и хора, всеки носещ в себе си цяла Вселена... Накрая открива и жената, която знае тази песен. И чудото става...

## Актьорски състав
- Филип Аврамов – Иван
- Ана Пападопулу – Нина
- Петър Антонов – Камен
- Жорета Николова – Реставраторката
- Красимир Доков – Тираджията
- Мая Новоселска – Железничарката
- Валентин Гошев – Трактористът
- Любов Любчева – Медената снаха
- Йордан Биков – Йордан
- Огнян Голев – актьорът
- Иван Ганчев – учителят
- Димитър Кривокапов – Митко
- Светлана Янчева – Дода Петра
- Марушка Вакъвчиева – баба Мара
- Калина Язикова – баба Коля
- Петра Калинова – баба Руса
- Велика Гегова – баба Велика

Жители на село Пирин:
- Велика Влахова – оплаквачка на гроба
- Стоянка Вакъвчиева – оплаквачка на гроба
- Стоянка Баладжанова – оплаквачка на гроба
- Вълчана Главчева – диспут за гайда
- Митра Язикова – диспут за гайда
- Елена Калинова – диспут за гайда
- Иван Главчев – диспут за гайда
- Стоян Стоянов Александров – диспут за гайда
- Костадин Попов – диспут за гайда
- Стоян Каменаров – диспут за гайда
- Илия Колин – мъж от масата
- Стоян Вакъвчиев – мъж от масата
- Ангел Милев – мъж от масата
- Илия Влахов – мъж от масата
- Стойчо Киричков – мъж от масата
- Виктория Лазарова – жена, посичаща смъртта
- Петра Клечова – жена, посичаща смъртта
- Стоя Милева – жена, посичаща смъртта
- Иво и Неделина Киричкови – децата на Медената снаха
- Весела Гъркова – дете при даскала
- Костадин Ангелов – дете при даскала
- Даниел Щурков – дете при даскала
- Павлина Църнелова – дете при даскала
- Борислав Църнилов – дете при даскала
- Весела Миндова
- Недялка Смилянова
- Гела Шаламандова
- Карамфила Киричкова
- Стоянка Касабова
- Гина Каменарова
- Неда Киричкова
- Катерина Киричкова
- Иван Влахов
- Ирина Ибришимова
- Цонка Милева
- Стоянка Влахова
- Мария Калинова
- Вера Главчева
- Лазарина Маноилова
- Мария Секулова
- Бойка Велкова
- Георги Тодоров – Жози
- Дейми Педро

## Награди
- Специална награда на 24 ФБФ (Варна, 2000).
- Наградата за музика на Милчо Левиев на 24 ФБФ (Варна, 2000).
- Наградата на секция „Критика“ към СБФД на 24 ФБФ (Варна, 2000).
- Наградата на публиката на 24 ФБФ (Варна, 2000).
- Наградата „Горчивата чаша“ на Факултета по журналистика в Софийския университет на 24 ФБФ (Варна, 2000).
- Наградата на името на „Невена Коканова“ на актрисата Ани Пападопулу на 24 ФБФ (Варна, 2000).
- Награда и Диплом от „Бояна филм“ ЕАД на оператора Рали Ралчев (поделена с Георги Николов за филма „След края на света“) на Втория национален фестивал за операторско майсторство в памет на Димо Коларов, (Попово, 2000).
- Наградата „Сребърен Витяз“ на 10 МКФ на славянските и православни народи, (Тамбов, Русия, 2001).
- ГОЛЯМАТА НАГРАДА „Златната ракла“ в лицето на режисьорката Иглика Трифонова на 26 МФ на телевизионния филм „Златната ракла“, (Пловдив, 2001).